# لوبومینو
لوبومینو (به لاتین: Lubomino) یک روستا در لهستان است که در گمینا لوبومینو واقع شده‌است.